# Masdevallia xiphium
Masdevallia xiphium är en orkidéart som beskrevs av Heinrich Gustav Reichenbach och Friedrich Fritz Wilhelm Ludwig Kraenzlin. Masdevallia xiphium ingår i släktet Masdevallia och familjen orkidéer.
Artens utbredningsområde är Colombia. Inga underarter finns listade i Catalogue of Life.